# Опсада Дамијете (1218)
Опсада Дамијете 1218. године део је Петог крсташког рата. Завршена је крсташком победом и освајањем града.

## Опсада
Током маја 1218. године крсташи опседају Дамијету. Браниоци град предају већ током августа. Била је то прва победа крсташа у Петом походу. У Дамијети се целокупна армија стационирала и остала неактивна до јула 1220. године када је предузела поход на Каиро. Током овог боравка је крсташе погодила епидемија куге од које је страдала шестина армије.